# 四川粘体虫
四川粘体虫（学名：Myxosoma sichuanensis）为碘泡虫科粘体虫属的动物。其种加词“sichuanensis”意为“四川的”。在中国，分布于四川等，营寄生生活，寄生在重口裂腹鱼的鳃。